# دايجو ماتسورا
دايجو ماتسورا هو مذيع ‏ وسياسي ياباني، ولد في 3 أكتوبر 1969 في هيروشيما في اليابان. نشط حزبياً في الحزب الديمقراطي الياباني. وقد انتخب عضو مجلس المستشارين ‏ ( – 28 يوليو 2013).

## وصلات خارجية
- الموقع الرسمي